# Fussballclub Wohlen 1904 2017-2018
Questa voce raccoglie le informazioni riguardanti il Fussballclub Wohlen 1904 nelle competizioni ufficiali della stagione 2017-2018.

## Stagione
Nella stagione 2017-2018 il Wohlen, allenato da Ranko Jakovljević, concluse il campionato di Challenge League al 10º posto. In Coppa Svizzera il Wohlen fu eliminato al primo turno dal Linth 04.

## Rosa
| N. |                                 | Ruolo | Calciatore         |
| -- | ------------------------------- | ----- | ------------------ |
| 4  | Bosnia ed Erzegovina (bandiera) | D     | Sead Hajrović      |
| 5  | Svizzera (bandiera)             | D     | Jan Elvedi         |
| 7  | Svizzera (bandiera)             | C     | Marko Bičvić       |
| 8  | Svizzera (bandiera)             | C     | Muhamed Seferi     |
| 9  | Svizzera (bandiera)             | A     | Janko Pacar        |
| 10 | Svizzera (bandiera)             | C     | Alain Schultz      |
| 11 | Svizzera (bandiera)             | D     | Olivier Kleiner    |
| 14 | Svizzera (bandiera)             | C     | Matteo Pasquarelli |
| 15 | Svizzera (bandiera)             | C     | Milan Marjanovič   |
| 16 | Serbia (bandiera)               | D     | Dragiša Gudelj     |
| 17 | Svizzera (bandiera)             | A     | Igor Tadić         |

| N. |                               | Ruolo | Calciatore        |
| -- | ----------------------------- | ----- | ----------------- |
| 19 | Svizzera (bandiera)           | A     | Shpetim Sulejmani |
| 20 | Svizzera (bandiera)           | C     | Sandro Foschini   |
| 21 | Macedonia del Nord (bandiera) | C     | Lulzim Aliu       |
| 23 | Svizzera (bandiera)           | C     | Daniele Romano    |
| 25 | Albania (bandiera)            | A     | Taulant Seferi    |
| 27 | Kosovo (bandiera)             | D     | Valter Bekaj      |
| 28 | Svizzera (bandiera)           | C     | Yannik Wiget      |
| 30 | Svizzera (bandiera)           | P     | Flamur Tahiraj    |
| 34 | Svizzera (bandiera)           | P     | Ramon Koch        |
| 34 | Svizzera (bandiera)           | P     | Dominik Stutzer   |

## Organigramma societario
Area tecnica
- Allenatore: Ranko Jakovljević
- Allenatore in seconda: Piu
- Preparatore dei portieri:
- Preparatori atletici:

## Calciomercato

### Sessione estiva
| Acquisti | Acquisti             | Acquisti      | Acquisti |
| R.       | Nome                 | da            | Modalità |
| -------- | -------------------- | ------------- | -------- |
| D        | Albin Sadrijaj       | Zurigo        |          |
| D        | Aleksandar Cvetković | BSK Borča     |          |
| D        | Dragiša Gudelj       | Jong Ajax     |          |
| C        | Lulzim Aliu          | Aarau         |          |
| D        | Jan Elvedi           | Cham          |          |
| C        | Kristian Kuzmanovic  | Winterthur II |          |
| C        | Matteo Pasquarelli   | Aarau II      |          |
| C        | Daniele Romano       | Aarau         |          |
| D        | Dylan Stadelmann     | Wil           |          |
| A        | Shpetim Sulejmani    | Zurigo II     |          |
| C        | Yannik Wiget         | Aarau II      |          |

| Cessioni | Cessioni         | Cessioni        | Cessioni |
| R.       | Nome             | a               | Modalità |
| -------- | ---------------- | --------------- | -------- |
| C        | Davide Giampà    | Cham            |          |
| A        | Nico Abegglen    | Brühl           |          |
| C        | Miguel Castroman | Sciaffusa       |          |
| A        | Marko Dangubic   | Sciaffusa       |          |
| A        | Marvin Graf      | Zurigo II       |          |
| C        | Janick Kamber    | Neuchâtel Xamax |          |
| P        | Joël Kiassumbua  | Lugano          |          |
| D        | Noah Loosli      | Sciaffusa       |          |
| A        | Augusto Lotti    | Racing Club II  |          |
| C        | Ronny Minkwitz   | Muri            |          |
| C        | Marko Muslin     | Wil             |          |
| A        | Kilian Pagliuca  | Zurigo          |          |
| D        | Yannick Schmid   | Lucerna         |          |
| D        | Florian Stahel   | Zurigo II       |          |

### Sessione invernale
| Acquisti | Acquisti       | Acquisti   | Acquisti |
| R.       | Nome           | da         | Modalità |
| -------- | -------------- | ---------- | -------- |
| A        | Taulant Seferi | Young Boys |          |
| D        | Valter Bekaj   | Aarau      |          |

| Cessioni | Cessioni             | Cessioni     | Cessioni |
| R.       | Nome                 | a            | Modalità |
| -------- | -------------------- | ------------ | -------- |
| P        | Yanick Hofer         | Sion         |          |
| D        | Aleksandar Cvetković | Grasshoppers |          |
| D        | Albin Sadrijaj       | Zurigo       |          |

## Risultati

### Challenge League

#### Prima fase, girone di andata
| Arbitro: | Schnyder |

|              |           |                                      |
| Frontino 29’ | Marcatori | 6’ Tadić 50’ Foschini 87’ Kuzmanovic |

| Arbitro: | Horisberger |

|           |           |                                         |
| Tadić 40’ | Marcatori | 8’, 48’ Çiçek 24’ Castroman 83’ Caetano |

| Arbitro: | Dudic |

|                                         |           |                |
| Lekaj 47’ Cortelezzi 79’ Vonlanthen 90’ | Marcatori | 27’ Kuzmanovic |

| Arbitro: | Tschudi |

|                   |           |                       |
| Lawson 43’ (aut.) | Marcatori | 60’ Corbaz 77’ Doudin |

| Arbitro: | Dudic |

|                                     |           |                      |
| Schwizer 42’ Kubli 76’ Teixeira 87’ | Marcatori | 29’ Tadić 62’ Gudelj |

| Arbitro: | Schärli |

|            |           |              |
| Bičvić 90’ | Marcatori | 18’ Farrugia |

| Arbitro: | Amhof |

|                                   |           |  |
| Rossini 58’ (rig.) Ciarrocchi 80’ | Marcatori |  |

| Arbitro: | Ovcharov |

|              |           |  |
| Pagliuca 54’ | Marcatori |  |

| Arbitro: | Horisberger |

|                                             |           |                       |
| Sauthier 12’ Barbosa 28’, 72’, 77’ Lang 30’ | Marcatori | 11’ (rig.) Kuzmanovic |

#### Prima fase, girone di ritorno
| Arbitro: | Gut |

|                                        |           |                                |
| Schultz 11’ Cvetković 50’ Pagliuca 82’ | Marcatori | 59’ (rig.) Sutter 90’ Schättin |

| Arbitro: | Schnyder |

|                       |           |                |
| Çiçek 52’ Sessolo 54’ | Marcatori | 40’ Kuzmanovic |

| Arbitro: | Fähndrich |

|                       |           |                        |
| Romano 20’ Bičvić 76’ | Marcatori | 51’ Keller 66’ Kienast |

| Arbitro: | Marri |

|                                       |           |                         |
| Nuzzolo 2’, 43’ Lawson 25’ Ramizi 45’ | Marcatori | 6’ Kuzmanovic 74’ Tadić |

| Arbitro: | Schärli |

|                |           |                        |
| Kuzmanovic 74’ | Marcatori | 17’ Fazliu 61’ Shabani |

| Arbitro: | Ovcharov |

|                                           |           |  |
| Josipovic 4’, 62’ Farrugia 13’ Urbano 22’ | Marcatori |  |

| Arbitro: | Jancevski |

|           |           |              |
| Tadić 81’ | Marcatori | 29’ Frontino |

| Arbitro: | Gut |

|            |           |            |
| Puljić 24’ | Marcatori | 15’ Gudelj |

| Arbitro: | Jancevski |

|  |           |                                |
|  | Marcatori | 47’ Wüthrich 65’ (rig.) Chagas |

#### Seconda fase, girone di andata
| Arbitro: | Schärli |

|                  |           |              |
| Breitenmoser 28’ | Marcatori | 74’ Foschini |

| Arbitro: | Horisberger |

|           |           |                                             |
| Tadić 40’ | Marcatori | 10’ (rig.), 88’ Silvio 18’ Huser 21’ Radice |

| Arbitro: | Wolfensberger |

|                                                     |           |           |
| Dević 42’, 67’ Mathys 48’ Schirinzi 52’ Brunner 76’ | Marcatori | 90’ Tadić |

| Arbitro: | Gut |

|          |           |                           |
| Tadić 6’ | Marcatori | 2’ Salanović 83’ Sülüngöz |

| Arbitro: | Erlachner |

|                                   |           |                       |
| Frontino 7’, 51’, 83’ N'Ganga 26’ | Marcatori | 9’ Tadić 28’ Pagliuca |

| Arbitro: | Marri |

|              |           |            |
| Wüthrich 64’ | Marcatori | 10’ Elvedi |

| Arbitro: | Wolfensberger |

|  |           |                             |
|  | Marcatori | 68’, 71’ Doudin 89’ Nuzzolo |

| Arbitro: | Cibelli |

|                                           |           |  |
| Tranquilli 21’ Sessolo 45’ Çiçek 61’, 85’ | Marcatori |  |

| Arbitro: | Horisberger |

|                                  |           |                                            |
| Hajrović 9’ Seferi 43’ Tadić 69’ | Marcatori | 30’ Hamadi 45’, 76’ Monighetti 65’ Soumarè |

#### Seconda fase, girone di ritorno
| Wohlen 15 aprile 2018, ore 16:00 CEST 28ª giornata | Wohlen  | 0 – 0 referto | Wil | Stadion Niedermatten (429 spett.)\| Arbitro: \| Cibelli \| |
| Arbitro:                                           | Cibelli |               |     |                                                            |

| Arbitro: | Piccolo |

|                    |           |  |
| Sliskovic 17’, 67’ | Marcatori |  |

| Arbitro: | Bieri |

|                            |           |                                 |
| Seferi 16’ Pasquarelli 74’ | Marcatori | 75’ (aut.) Gudelj 79’ Muntwiler |

| Arbitro: | Hänni |

|                             |           |                       |
| Turkeš 10’ Elmer 60’ (rig.) | Marcatori | 69’ Seferi 87’ Seferi |

| Arbitro: | Piccolo |

|            |           |                        |
| Romano 81’ | Marcatori | 57’, 90’, 90’ Frontino |

| Arbitro: | Jancevski |

|           |           |                                          |
| Pacar 30’ | Marcatori | 10’ Barbosa 33’ Stevanović 90’ De Ceglie |

| Arbitro: | Erlachner |

|                                           |           |           |
| Karlen 6’ (rig.), 64’ Doudin 13’ Mota 80’ | Marcatori | 58’ Tadić |

| Arbitro: | Horisberger |

|                      |           |                                                                |
| Elvedi 25’ Tadić 60’ | Marcatori | 9’ Tranquilli 49’ Sessolo 58’ Del Toro 67’ Castroman 81’ Çiçek |

| Arbitro: | Gut |

|                                       |           |  |
| Urbano 31’ Charlier 45’ Josipovic 55’ | Marcatori |  |

### Coppa Svizzera
| Arbitro: | Superczynski |

|                                            |           |  |
| Caravà 33’ Pizzi 39’ Štefl 53’ Sanchez 88’ | Marcatori |  |

## Statistiche

### Statistiche di squadra
| Competizione     | Punti | In casa | In casa | In casa | In casa | In casa | In casa | In trasferta | In trasferta | In trasferta | In trasferta | In trasferta | In trasferta | Totale | Totale | Totale | Totale | Totale | Totale | DR  |
| Competizione     | Punti | G       | V       | N       | P       | Gf      | Gs      | G            | V            | N            | P            | Gf           | Gs           | G      | V      | N      | P      | Gf     | Gs     | DR  |
| ---------------- | ----- | ------- | ------- | ------- | ------- | ------- | ------- | ------------ | ------------ | ------------ | ------------ | ------------ | ------------ | ------ | ------ | ------ | ------ | ------ | ------ | --- |
| Challenge League | 18    | 18      | 2       | 5       | 11      | 22      | 42      | 18           | 1            | 4            | 13           | 19           | 51           | 36     | 3      | 9      | 24     | 41     | 93     | -52 |
| Coppa Svizzera   | -     | 0       | 0       | 0       | 0       | 0       | 0       | 1            | 0            | 0            | 1            | 0            | 4            | 1      | 0      | 0      | 1      | 0      | 4      | -4  |
| Totale           | 18    | 18      | 2       | 5       | 11      | 22      | 42      | 19           | 1            | 4            | 14           | 19           | 55           | 37     | 3      | 9      | 25     | 41     | 97     | -56 |

### Andamento in campionato
| Giornata  | 1 | 2 | 3 | 4 | 5 | 6 | 7  | 8 | 9 | 10 | 11 | 12 | 13 | 14 | 15 | 16 | 17 | 18 | 19 | 20 | 21 | 22 | 23 | 24 | 25 | 26 | 27 | 28 | 29 | 30 | 31 | 32 | 33 | 34 | 35 | 36 |
| --------- | - | - | - | - | - | - | -- | - | - | -- | -- | -- | -- | -- | -- | -- | -- | -- | -- | -- | -- | -- | -- | -- | -- | -- | -- | -- | -- | -- | -- | -- | -- | -- | -- | -- |
| Luogo     | T | C | T | C | T | C | T  | C | T | C  | T  | C  | T  | C  | T  | C  | T  | C  | T  | C  | T  | C  | T  | T  | C  | T  | C  | C  | T  | C  | T  | C  | C  | T  | C  | T  |
| Risultato | V | P | P | P | P | N | P  | V | P | V  | P  | N  | P  | P  | P  | N  | N  | P  | N  | P  | P  | P  | P  | N  | P  | P  | P  | N  | P  | N  | N  | P  | P  | P  | P  | P  |
| Posizione | 2 | 4 | 6 | 6 | 8 | 8 | 10 | 7 | 7 | 6  | 7  | 8  | 8  | 8  | 9  | 9  | 8  | 8  | 8  | 10 | 10 | 10 | 10 | 10 | 10 | 10 | 10 | 10 | 10 | 10 | 10 | 10 | 10 | 10 | 10 | 10 |

Legenda:

Luogo: C = Casa; T = Trasferta. Risultato: V = Vittoria; N = Pareggio; P = Sconfitta.

### Statistiche dei giocatori
| Giocatore      | Challenge League | Challenge League | Challenge League | Challenge League | Coppa Svizzera | Coppa Svizzera | Coppa Svizzera | Coppa Svizzera | Totale   | Totale | Totale      | Totale     |
| Giocatore      | Presenze         | Reti             | Ammonizioni      | Espulsioni       | Presenze       | Reti           | Ammonizioni    | Espulsioni     | Presenze | Reti   | Ammonizioni | Espulsioni |
| -------------- | ---------------- | ---------------- | ---------------- | ---------------- | -------------- | -------------- | -------------- | -------------- | -------- | ------ | ----------- | ---------- |
| L. Aliu        | 27               | 0                | 2                | 0                | 1              | 0              | 0              | 0              | 28       | 0      | 2           | 0          |
| V. Bekaj       | 4                | 0                | 1                | 0                | 0              | 0              | 0              | 0              | 4        | 0      | 1           | 0          |
| M. Bičvić      | 31               | 2                | 1                | 0                | 1              | 0              | 0              | 0              | 32       | 2      | 1           | 0          |
| A. Cvetković   | 13               | 1                | 1                | 0                | 0              | 0              | 0              | 0              | 13       | 1      | 1           | 0          |
| J. Elvedi      | 23               | 2                | 4                | 0                | 1              | 0              | 0              | 0              | 24       | 2      | 4           | 0          |
| S. Foschini    | 34               | 2                | 6                | 0                | 0              | 0              | 0              | 0              | 34       | 2      | 6           | 0          |
| D. Gudelj      | 31               | 2                | 6                | 1                | 1              | 0              | 1              | 0              | 32       | 2      | 7           | 1          |
| S. Hajrović    | 29               | 1                | 7                | 0                | 1              | 0              | 1              | 0              | 30       | 1      | 8           | 0          |
| Y. Hofer       | 1                | 0                | 0                | 0                | 0              | 0              | 0              | 0              | 1        | 0      | 0           | 0          |
| O. Kleiner     | 23               | 0                | 0                | 0                | 1              | 0              | 0              | 0              | 24       | 0      | 0           | 0          |
| R. Koch        | 0                | 0                | 0                | 0                | 0              | 0              | 0              | 0              | 0        | 0      | 0           | 0          |
| K. Kuzmanovic  | 14               | 6                | 1                | 0                | 0              | 0              | 0              | 0              | 14       | 6      | 1           | 0          |
| M. Marjanovič  | 10               | 0                | 2                | 0                | 1              | 0              | 0              | 0              | 11       | 0      | 2           | 0          |
| J. Pacar       | 12               | 1                | 0                | 0                | 0              | 0              | 0              | 0              | 12       | 1      | 0           | 0          |
| K. Pagliuca    | 16               | 3                | 0                | 0                | 0              | 0              | 0              | 0              | 16       | 3      | 0           | 0          |
| M. Pasquarelli | 27               | 1                | 3                | 0                | 0              | 0              | 0              | 0              | 27       | 1      | 3           | 0          |
| D. Romano      | 34               | 2                | 3                | 0                | 1              | 0              | 0              | 0              | 35       | 2      | 3           | 0          |
| A. Sadrijaj    | 1                | 0                | 0                | 0                | 0              | 0              | 0              | 0              | 1        | 0      | 0           | 0          |
| A. Schultz     | 30               | 1                | 10               | 0                | 1              | 0              | 0              | 0              | 31       | 1      | 10          | 0          |
| M. Seferi      | 17               | 1                | 3                | 0                | 1              | 0              | 0              | 0              | 18       | 1      | 3           | 0          |
| T. Seferi      | 15               | 3                | 1                | 0                | 0              | 0              | 0              | 0              | 15       | 3      | 1           | 0          |
| D. Stadelmann  | 15               | 0                | 7                | 0                | 1              | 0              | 0              | 0              | 16       | 0      | 7           | 0          |
| D. Stutzer     | 1                | 0                | 0                | 0                | 0              | 0              | 0              | 0              | 1        | 0      | 0           | 0          |
| S. Sulejmani   | 15               | 0                | 0                | 0                | 1              | 0              | 0              | 0              | 16       | 0      | 0           | 0          |
| I. Tadić       | 34               | 12               | 4                | 0                | 1              | 0              | 0              | 0              | 35       | 12     | 4           | 0          |
| F. Tahiraj     | 34               | 0                | 2                | 0                | 1              | 0              | 0              | 0              | 35       | 0      | 2           | 0          |
| Y. Wiget       | 7                | 0                | 1                | 0                | 0              | 0              | 0              | 0              | 7        | 0      | 1           | 0          |